# Veliki otok Brăila
Veliki otok Brăila (rum. Insula Mare a Brăilei) otok je na rijeci Dunav, u županiji Brăila, u Rumunjskoj. U prosjeku je dugačak 57,9 km i širok 18.6 km, a ukupna površina mu je 710 km. Dimenzije otoka blago variraju ovisno o vodostaju. Dva riječna rukavca koja ga odvajaju od kopna su Măcin i Vâlciu.
Zapadno od rukavca Vâlciu nalazi se Mali otok Brăila (rum. Insula Mică a Brăilei) koji je  zapravo niz od nekoliko otoka unutar šireg močvarnog područja, odvojen od kopna rukavcem Vâlciu i rukavcem Cremenea.
Trenutno na 94,6% površine otoka ili  681,3 km prostiru se poljoprivredni tereni od kojih se 70,84 km navodnjava, a zaštićeni su branom dužine 23,5 km. Otok je administrativno podijeljen na dvije općine, Frecăței i Mărașu, koje ukupno imaju oko 5000 stanovnika. Na jugozapadu otoka smješteno je selo Mărașu.
U prošlosti je veći dio otoka bio prekriven močvarama kojeg je lokalno stanovništvo nazivalo Ribnjak Brăila (rumunjski: Balta Brăilei), sve dok ih komunistički režim nije isušio, sagradio brane i pretvorio ga u poljoprivredno područje koristeći prisilni rad političkih zatočenika. U Grădini, Ostrovu, Bandoiuu, Lunci, Salcii, Stoieneștiju i Strâmba Vecheu postojali su "logori za preodgoj". Teren se pokazao vrlo plodnim, pa je melioracija zemljišta proglašena "uspjehom komunizma u Rumunjskoj".
Godine 2018. obznanjena je vijest da je investitor iz Ujedinjenih Arapskih Emirata Hamdan Bin Zayed Al Nahyan kupio 57 000 hektara na otoku za dalji razvoj poljoprivrede.
Park prirode Balta Mică a Brăilei nalazi se na Malom otoku Brăile.

## Vanjske poveznice
- Ediție Specială, 26. srpnja 2005. (1. dio), (2. dio)
- Jurnalul Național, 4. kolovoza 2005., Bărăganul dintre brațele Dunării